# Puras Mujeres
Puras Mujeres es un grupo musical de Honduras, integrado exclusivamente por mujeres, que utiliza la cumbia, la canción popular y los ritmos latinoamericanos para hacer activismo en defensa de los derechos de las mujeres.

## Historia
La agrupación fue formada en 2016, meses después del asesinato de Berta Cáceres cuando se organizó un homenaje para recordarla, en Tegucigalpa, por iniciativa de Karla Lara y Melisa Cardosa, amigas de Bertha.
Se integraron Marcela, para la voz; Lupita Zúñiga, al piano; Sindy Aguilar en la batería; Arlyn Moradel, en la guitarra. 

Como muchos proyectos exclusivos de mujeres ha sido difícil para ellas incursionar en escenarios que se consideran para hombres, en una entrevista Marcela Lara comentó:
Creo que sí hay bastante machismo. El comentario quizás que más nos hacen a nosotras como músicas es: Qué lindas se ven tocando. Y es como: no tocamos para vernos lindas, no entendiste nada!
Posteriormente Melisa y Karla decidieron separarse para dejar al grupo en manos de las más jóvenes, las cuales han continuado con mensajes de feminismo y activismo ambiental en las letras de sus canciones.
Se han presentado:
- Concierto por los Derechos Humanos, organizado por la Oficina del Alto Comisionado de las Naciones Unidas para los Derechos Humanos en Honduras (2020).[5]
- Jornada de protesta 8 de marzo, convocada por la Asamblea de Mujeres Luchadoras de Honduras y la Organización Fraternal Negra Hondureña.[6]
- Ni puras ni pandas, organizado por la Alianza Francesa.
- Final de La Academia en Siguatepeque de TV Azteca Honduras
- Lanzamiento de la campaña Defender para vivir y vivir bien de la Red Nacional de Defensoras en Honduras.[7]

### Integrantes
- Cindy Aguilar
- Arlyn Moradel
- Hilen Padilla
- Polleth Lozano
- Lupita Zúñiga

- Marcela Lara
- Jannise Avilez

### Exintegrantes
- Karla  Lara (fundadora)
- Melissa Cardona (fundadora)
- Bárbara Lavaire
- Allison Aguilera
- Audy Artica
- María Fernanda Medina

## Temas
En sus canciones se rechazan todas las formas de normalización de la violencia de género.
- Voces de río
- Cumbia paw paw
- Reguetón feminista,
- Como vos y como yo
- Yo soy una
- Amar y Ya.
- Somos trabajadoras.
- Loca Juana.
- Barricada.